# Entosthodon tucsoni
Entosthodon tucsoni är en bladmossart som beskrevs av Abel Joel Grout 1935. Entosthodon tucsoni ingår i släktet koppmossor, och familjen Funariaceae. Inga underarter finns listade i Catalogue of Life.